# Correlhã

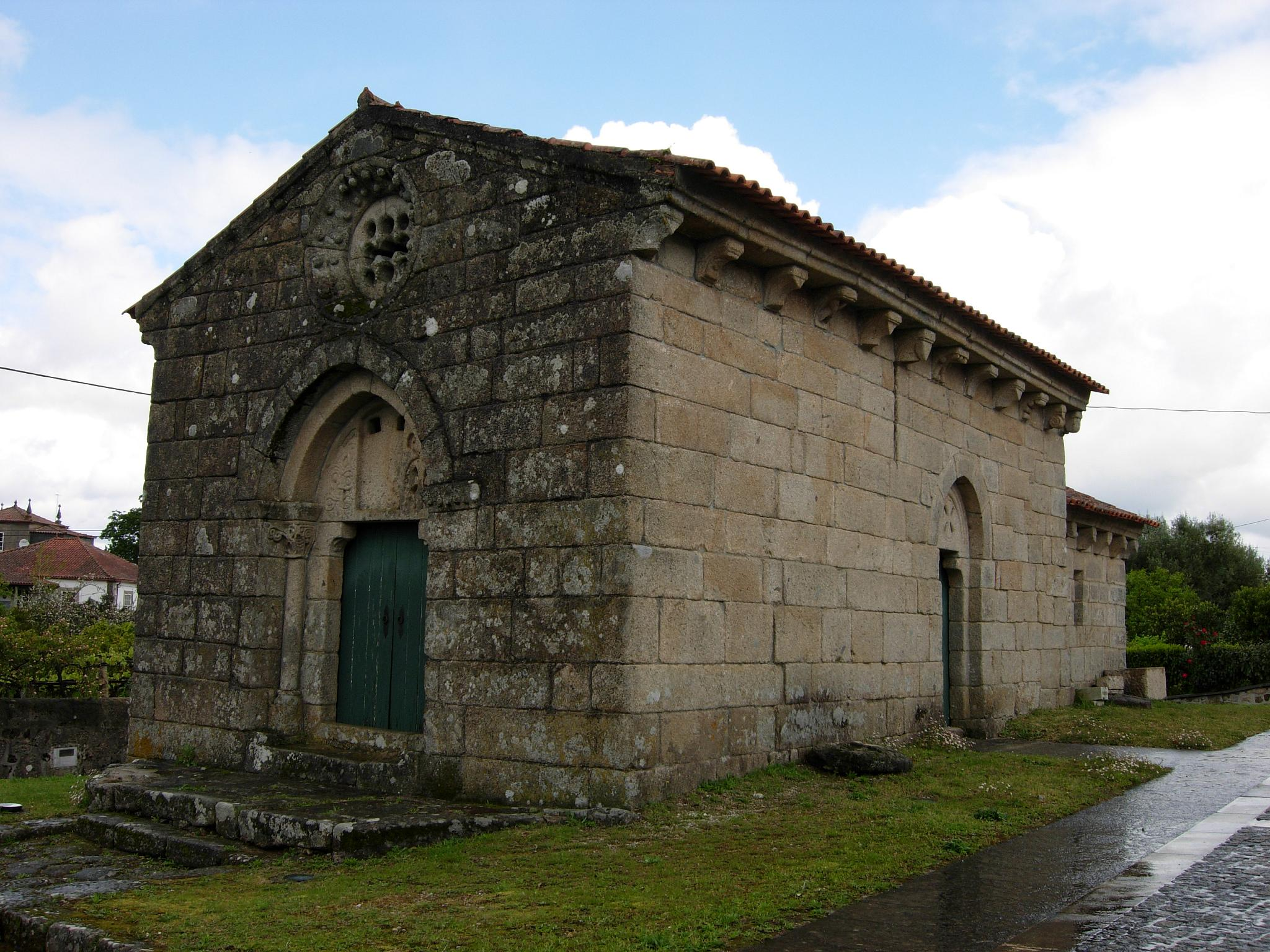
Kapelle Santo Abdão in Correlhã

Correlhã ist eine Gemeinde (Freguesia) im nordportugiesischen Kreis Ponte de Lima der Unterregion Minho-Lima.
 In ihr leben 2787 Einwohner (Stand 19. April 2021).

## Bauwerke
- Cruzeiro de Correlhã (in der Ortschaft Pedrosa)
- Capela de Santo Abdão da Correlhã
- Igreja de Nossa Senhora da Boa Morte